# 할머니는 일학년
"할머니는 일학년"은 2012년에 개봉한 대한민국의 영화이다.

## 캐스팅
- 김진구 : 범골댁 역
- 신채연 : 동이 역
- 팜끼우투 : 누엔 역
- 김경애 : 용포댁 역
- 김광식 : 대식 역
- 김일구 : 어른 재우 역
- 황원오 : 어린 재우 역
- 백애경 : 이장댁 역
- 조호천 : 선생님 역
- 장병표 : 박 기자 역
- 유다은 : 간호사 역
- 문성진 : 의사 역
- 문주연 : 다방 아가씨 역
- 황병돈 : 한의사 역
- 최은희 : 농협직원 역
- 이경주 : 마트직원 역